# Bahnhof Tempe

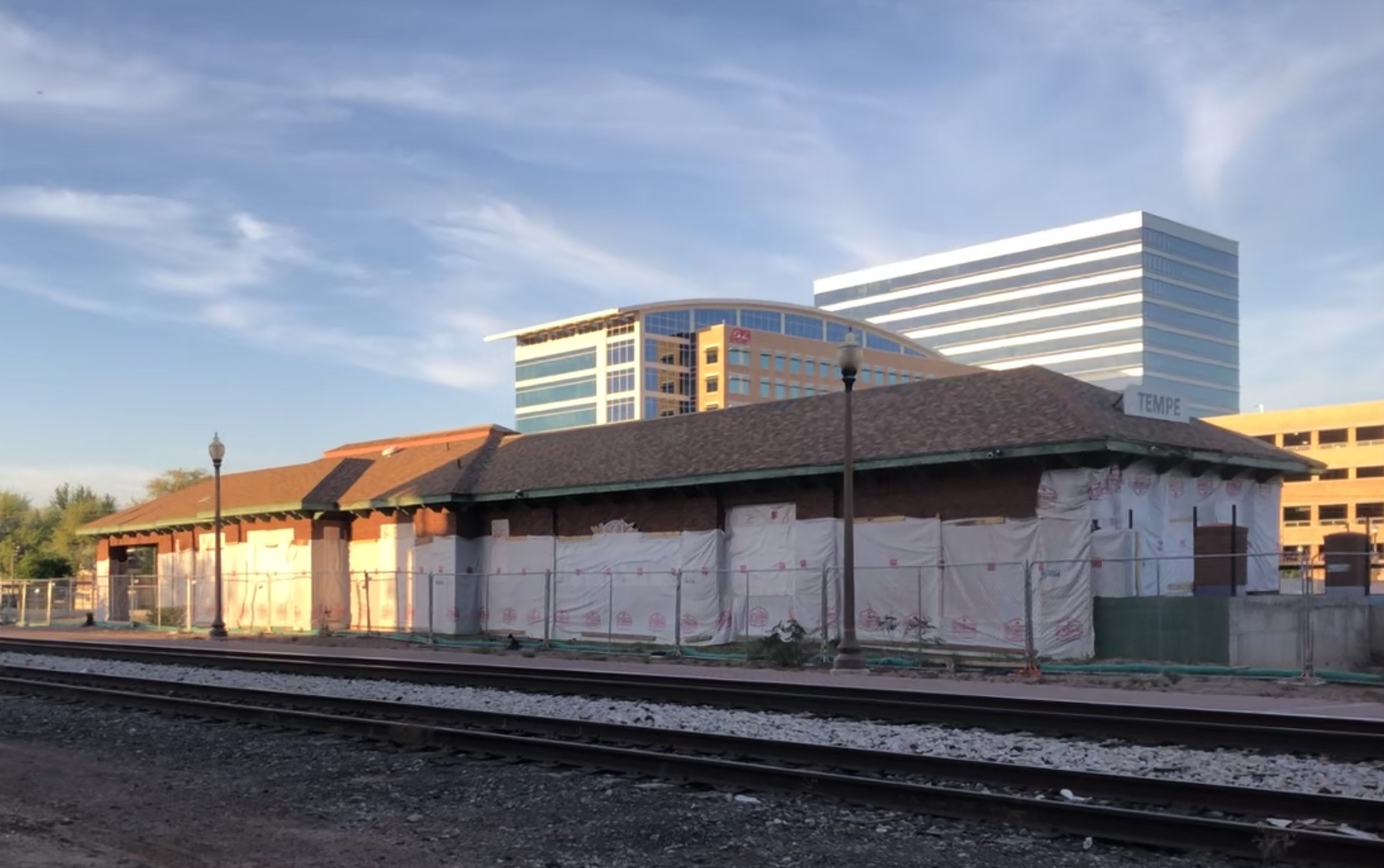
Bahnhof Tempe, 2023

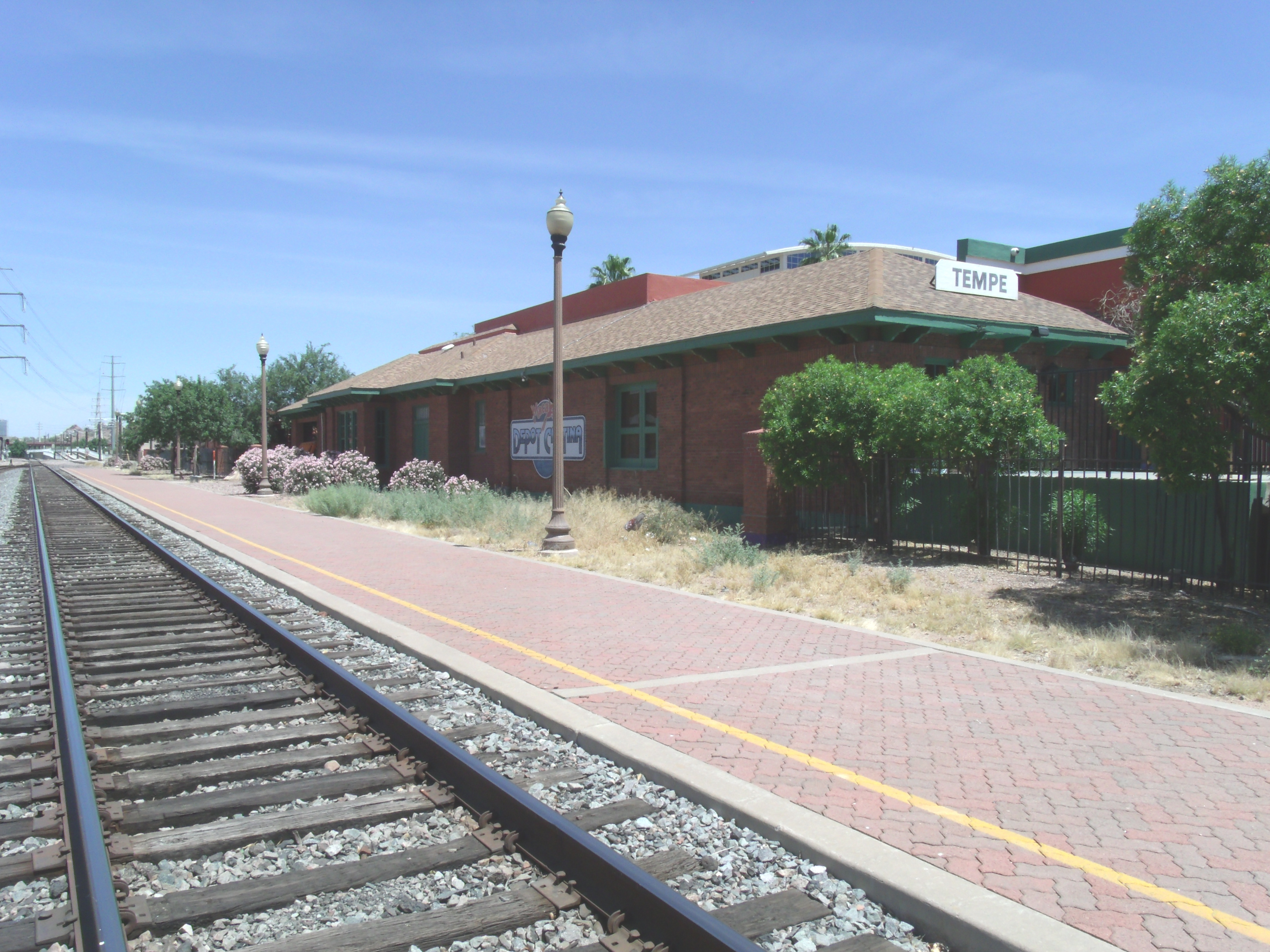
2014

Der Bahnhof Tempe mit seinem denkmalgeschützten Empfangsgebäude liegt in der Stadt Tempe im US-Bundesstaat Arizona. Er wird nicht für den Personenverkehr genutzt.

## Lage
Der Bahnhof befindet sich in der Innenstadt von Tempe westlich Einmündung der Third Street in die Ash Avenue an der Phoenix Subdivision der Union Pacific Railroad.

## Geschichte und Architektur
Ein erstes hölzernes Bahnhofsgebäude in Tempe brannte am 30. April 1923 ab. Der damalige Betreiber der Bahnstrecke, eine Tochtergesellschaft der Southern Pacific Railroad namens Arizona Eastern Railroad, erbaute daher 1924 für 11.000 US-Dollar den noch heute vorhandenen Bau in Ziegelbauweise. Neben einem Warteraum wurden auch Büros und Räume für Gepäck und Fracht geschaffen. Eröffnet wurde der Neubau am 15. Juni 1924. Als Architekt war das Architekturbüro Fitzhugh und Byron aus Phoenix beauftragt worden. 
Für den schnellen Wiederaufbau hatten sich Einwohner von Tempe eingesetzt, die sich sorgten, dass Tempe wegen des Verlustes des Bahnhofsgebäudes keinen Halt an der neuen Route der Southern Pacific erhalten würde. Die Southern Pacific hatte in den 1920er-Jahren unter Einbindung vorhandener Streckenabschnitte eine neue Verbindung zwischen Picacho und Wellton errichtet, die eine Führung ihrer Fernzüge zwischen Texas und Kalifornien über Phoenix erlaubte. Die gegenüber der weiterhin im Güterverkehr genutzten direkten Route zwischen Picacho und Wellton etwa 65 km längere Route wurde 1926 fertiggestellt.
Mit dem Rückgang des Personenzugverkehrs nach dem Zweiten Weltkrieg verfiel das Gebäude. 1985 erwarb die Stadt Tempe unter Nutzung von Bundesmitteln das Bahnhofsgebäude für 520.000 US-Dollar von der Southern Pacific Railroad, ließ es als Teil der Tempe Multiple Resource Area im National Register of Historic Places eintragen und schrieb seine Sanierung aus. 1988 erfolgte der Verkauf für 560.000 US-Dollar an Investoren, die in den späten 1980er Jahren das Restaurant Depot Cantina auf dem Bahnhofsgelände einrichteten. Im Jahr 1991 erwarb die Restaurantkette Macayo's, die Restaurants mit mexikanischer Küche betreibt, das Bahnhofsgebäude. Als entsprechendes Restaurant war das Gebäude bis Anfang 2020 in Nutzung.
Von 1987 bis 1996 diente die Anlage als Haltepunkt der Amtrak. Der Betreiber der Bahnstrecke, die Southern Pacific Railroad, wurde 1996 durch die Union Pacific Railroad übernommen.
Es gibt Pläne das Bahnhofsgebäude zu restaurieren und in einem Büro- und Hotelkomplex zu integrieren. Dabei soll es auf den baulichen Zustand von 1924 zurückgebaut werden.